# Gunung Padang megalithische site

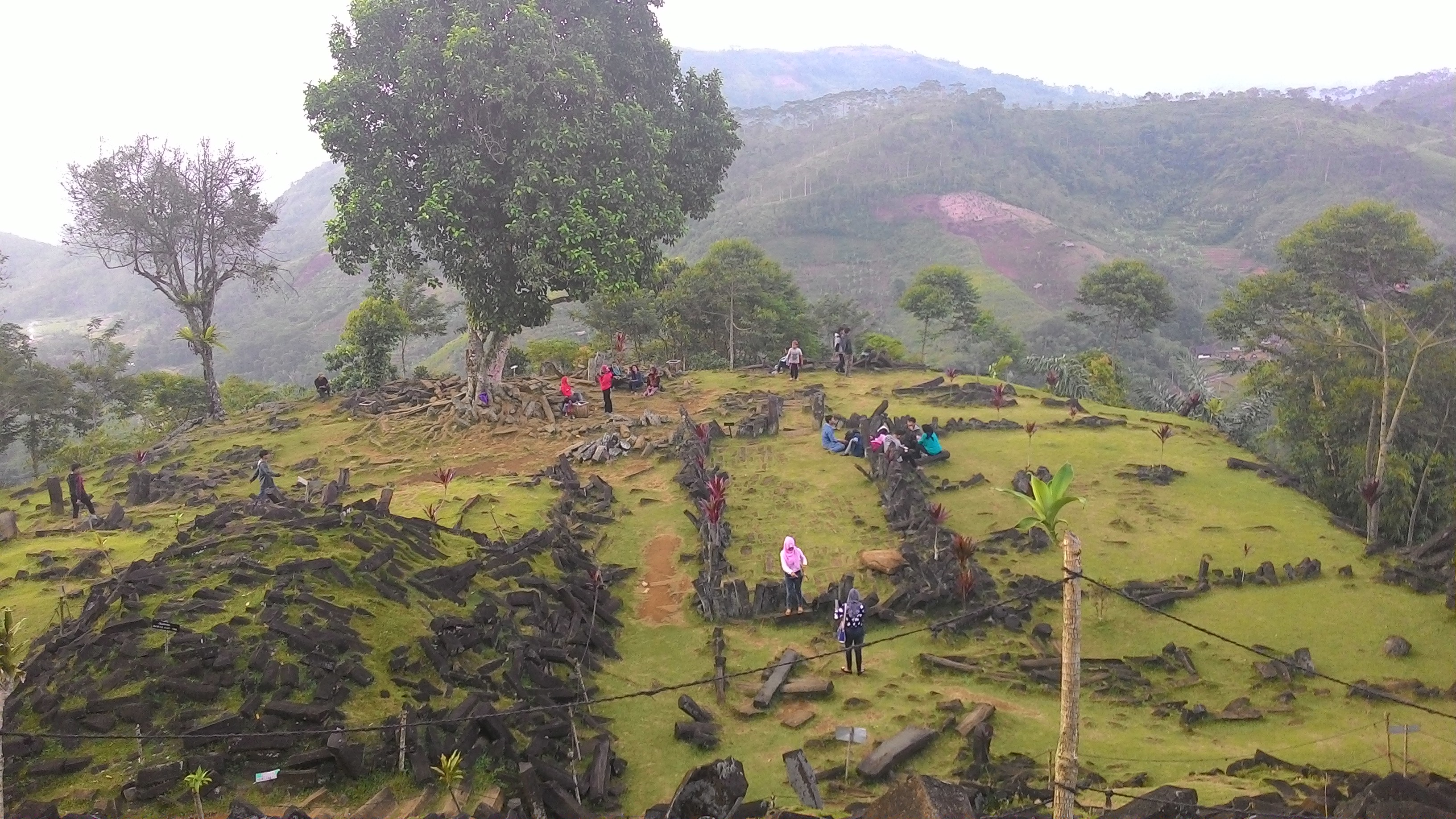
Uitzicht op Gunung Padang.

Gunung Padang is een megalithische site in Karyamukti, Campaka, Cianjur, West-Java, Indonesië, 30 km ten zuidwesten van Cianjur en 8 km van het treinstation Lampegan. Het is de grootste megalithische site in geheel Zuidoost Azië genoemd. Het gaat om een uitgedoofde vulkaan op de top waarvan vijf terrassen zijn aangelegd. Voor de constructie zijn prismavormige basalt- en andesietzuilen gebruikt van vulkanische oorsprong.
Cimanggu, Ciwangun en Cipanggulakan zijn de dorpen die het dichtst bij de site liggen.

## Beschrijving
De site bevindt zich op 885 m boven zeeniveau en beslaat een heuvel middels een serie terrassen, begrensd door teruglopende stenen muren, waar men komt via 400 treden van andesiet, 95 m omhoog. De site is bedekt met massieve, rechthoekige stenen van vulkanische herkomst.

## Geschiedenis
Het bestaan van de site werd vermeld door de geoloog Rogier Verbeek in zijn boek Oudheden van Java (1891) en door de archeoloog Nicolaas Johannes Krom in een Rapport van de Oudheidkundige Dienst in Nederlandsch-Indië (1915).
Lokale landbouwers herontdekten de overgroeide site in 1979. Onderzoek vond plaats vanaf de jaren '80. Het kwam in handen van een team onder leiding van Danny Hilman Natawidjaja, een nationalistische geoloog die geloofde dat Indonesië tienduizenden jaren geleden een beschaving had gekend die door Plato was beschreven als Atlantis. De campagne van 2014 werd opgeschort nadat het team van Hilman naar buiten was gekomen met dubieuze conclusies over paleolithische piramides. Vierendertig Indonesische wetenschappers tekenden een petitie, waarin de motieven en methoden van Hilman en zijn team ter discussie werden gesteld. Volgens vulkanoloog Sutikno Bronto en vele andere wetenschappers is de site de hals van een oude vulkaan, geen door de mens opgerichte piramide.
Eind juni 2014 heeft het Ministerie van Educatie en Cultuur Gunung Padang megalitische site tot een National Site Area verklaard, een gebied dat 29 hectare beslaat.

## Datering
De oudste artefacten op de site zijn potscherven uit circa 45 v.Chr. - 22 n.Chr. Het oprichten van de constructies is naar de inschatting van de archeoloog Lutfi Yondri gebeurd in de 2e tot 5e eeuw, wat voor Indonesië overeenkomt met de late prehistorie. Zijn collega Harry Truman Simanjuntak neigde eerder naar de 6e tot 8e eeuw.